# 急速進行性認知症
急速進行性認知症（きゅうそくしんこうせいにんちしょう、rapidly progressive dementias、RPDs）は数週から数ヶ月の亜急性の経過で進行する認知機能低下である。

## 概念
2008年、Geschwindらは179例の急速進行性認知症の患者を検討した。急速進行性認知症をきたした患者の内訳はプリオン病が62％であり、非プリオン病は38％であった。非プリオン病の内訳は39％は神経変性疾患であり、22％が自己免疫関連性脳症であり、6％が悪性疾患や感染症であった。治療法の無いプリオン病が多く含まれるが、治療可能な免疫介在性認知症も含まれるため鑑別診断には注意を要する。

## マネジメント
急速進行性認知症の多くは2014年現在、治療困難なプリオン病である。しかし治療可能な慢性髄膜炎なども含まれるため確実な鑑別が必要とされる。プリオン病はヒトおよび動物における正常プリオン蛋白が伝播性を有する異常プリオン蛋白に変化し、主に中枢神経内に蓄積することにより急速に神経細胞変性をおこす稀な致死性感染性疾患である。病因によって特発性、遺伝性、獲得性に分類される。クロイツフェルト・ヤコブ病（CJD）が代表疾患である。孤発性CJDは100万人あたり1名発症する。日本のガイドラインでは孤発性CJDの診断はWHO基準に準じて行う。WHO診断基準はCJDの指標としては有効であるが感度、特異度ともに高いものではない。とくに非典型的CJDとされる緩徐進行型のCJDを診断できないという弱点がある。急速進行性認知症を示しCJDが疑われた剖検例1106例のうち、352例がprion negativeであったという報告がある。352例中組織不十分例48例を除く304例のうち77％にあたる233例は変性疾患など「治療困難な疾患」であった。一方、23％にあたる71例が免疫関連疾患、腫瘍、感染症、代謝性脳症など「治療可能な疾患」であった。この71例もWHO診断基準では8例はprobale CJDであり13例はpossible CJDであった。
確実な急速進行性認知症の評価、鑑別には以下の項目が必要である。
臨床経過、発症要因、病態の特徴など詳細な病歴の聴取
精神症状を含めた正確な臨床神経所見の把握
適切な診断検査の施行
鑑別にそった血液検査、髄液検査、脳MRI、脳波などが含まれる。

## 各論

### プリオン病
プリオン病と治療可能な疾患の鑑別診断のためいくつかのプリオン病のバイオマーカーの検査が行われる。
PMCA法
PMCA（protein misfolding cyclic amplificaiton）法は異常プリオン蛋白を短期間に人工的に増幅させる技術である。プリオン感染脳乳剤（異常プリオン蛋白を含む）と正常動物由来の脳乳剤を混合する。混合すると正常プリオンの蛋白が異常プリオン蛋白への変換が開始される。適宜超音波処理を行い、異常プリオン蛋白の凝集体を断片化することで変換効率が高まる。培養と超音波処理を繰り返すことで異常プリオン蛋白を増幅させる。PMCA法は極微量の異常プリオン蛋白を検出可能な量にまで増幅することができるためプリオン病の早期の診断法として期待されていた。しかしPMCA法の試験管に増幅に条件が動物によって、プリオンの種類によって異なり、孤発型CJDの高効率な増幅は未だに達成されていない。
RT-QUIC法
長崎大学の新らは脳乳化剤の代わりに大量調整の容易な大腸菌由来リコンビナントPrP（recPrP）を変換反応基質とする異常型PrP増幅系を開発した。recPrPを用いた場合に超音波処理をだけではなく間欠的に激しく撹拌することによっても増幅が劇的に促進されることが判明し、この方法をQUIC（quaking-induced conversion）法と命名した。QUIC法ではrecPrPのアミロイドフィブリルの形成が相対的に起こりにくいためアミロイドフィブリルに特異的に結合し蛍光を発するチオフラビンT（ThT）の蛍光強度測定で測定することが多い。その後QUIC法はより簡便なアッセイ系への発展が期待された。その後、新らはシード依存的なrecPrPフィブリルの増幅過程を蛍光プレートリーダーでモニターすることで、検体中の異常プリオン蛋白の有無を判定できる高感度な異常型PrP増幅法を開発した。これをRT-QUIC（real-time QUIC）法と命名し、長崎大学で測定可能である。
RT-QUIC法は主に髄液から異常プリオン蛋白を検出する目的で用いられており2011年の新らの報告では感度87.5%であり、2012年のgreenらの報告では感度88.6%であった。髄腋のほか嗅上皮での診断の有効性も報告されている。

### 悪性リンパ腫
急速進行性認知症の重要な原因疾患として脳悪性リンパ腫もあげられる。中枢神経系原発悪性リンパ腫による急速進行性認知症は治療可能なことが多いという報告がある。血管内リンパ腫による急速進行性認知症も多数報告されており、死亡例の報告が多いが改善例の報告もある。神経症状は小血管内腔に腫瘍細胞が充満した結果の虚血と考えられている。血管内リンパ腫の頭部MRI所見としては橋のT2延長病変、非特異的白質病変、梗塞様病変、髄膜肥厚の4パターンが報告されている。さらに腫瘤性病変も加えて5パターンとする報告もある。MRIにおけるT2延長病変は虚血性病変と考えられているが、治療によってMRI所見が改善する例もあるため腫瘍による細胞密度の増加を示している可能性もある。また剖検例と比較するとMRIではすべての病変が検出できているわけではないと考えられる。

### 免疫介在性認知症
膠原病やサルコイドーシス、橋本脳症など免疫介在性認知症においても急速進行性認知症は報告されている。
サルコイドーシス
サルコイドーシスによる急速進行性認知症も報告されている。神経サルコイドーシスによる認知症と報告されている例にはしばしば病理学的にはサルコイドーシスと診断されていない例も含まれている。脳サルコイドーシスの脳実質病変は3パターンの頭部MRI所見が知られている。